# Избелване на корали
Избелване на корали е загубата на цвят, която се появява при антозоите поради увреждане на симбиотичните едноклетъчни (симбиодиниум) водорасли.
Кораловите рифове съставляват около три процента от общата площ на океана, но те представляват около една четвърт от всички океански видове. В кораловия риф има симбиоза между корала-домакин и водораслите, живеещи в коралите. Тези водорасли могат да извършват фотосинтеза и в присъствието на светлина да преобразуват неорганичния въглерод, който не е усвоим за коралите, в органичен въглерод, усвоим за коралите. Наличието на водорасли е важно за живота на коралите, защото техният основен източник на храна е фотосинтезата на водораслите.
През последните две десетилетия се наблюдава нарастваща честота на болестта на кораловия риф, наречена избелване на корали. Королесно избелване е причинено от нарушаване на симбиотичната система съществуваща между коралите и водораслите. Водораслите са оцветени, а увреждането им кара коралите да изглеждат бели, откъдето идва и името на болестта.
През годините феноменът на избелване на корали значително се разрасна и започна да уврежда екосистемата в моретата. Днес болестта е често срещана във всичките три големи океана, засягайки кораловите рифове в около 50 страни по света. В много страни кораловите рифове са магнит за туризма, така че поддържането на тази система е от икономическо значение, освен екологичното значение.